# Thomas Bremer

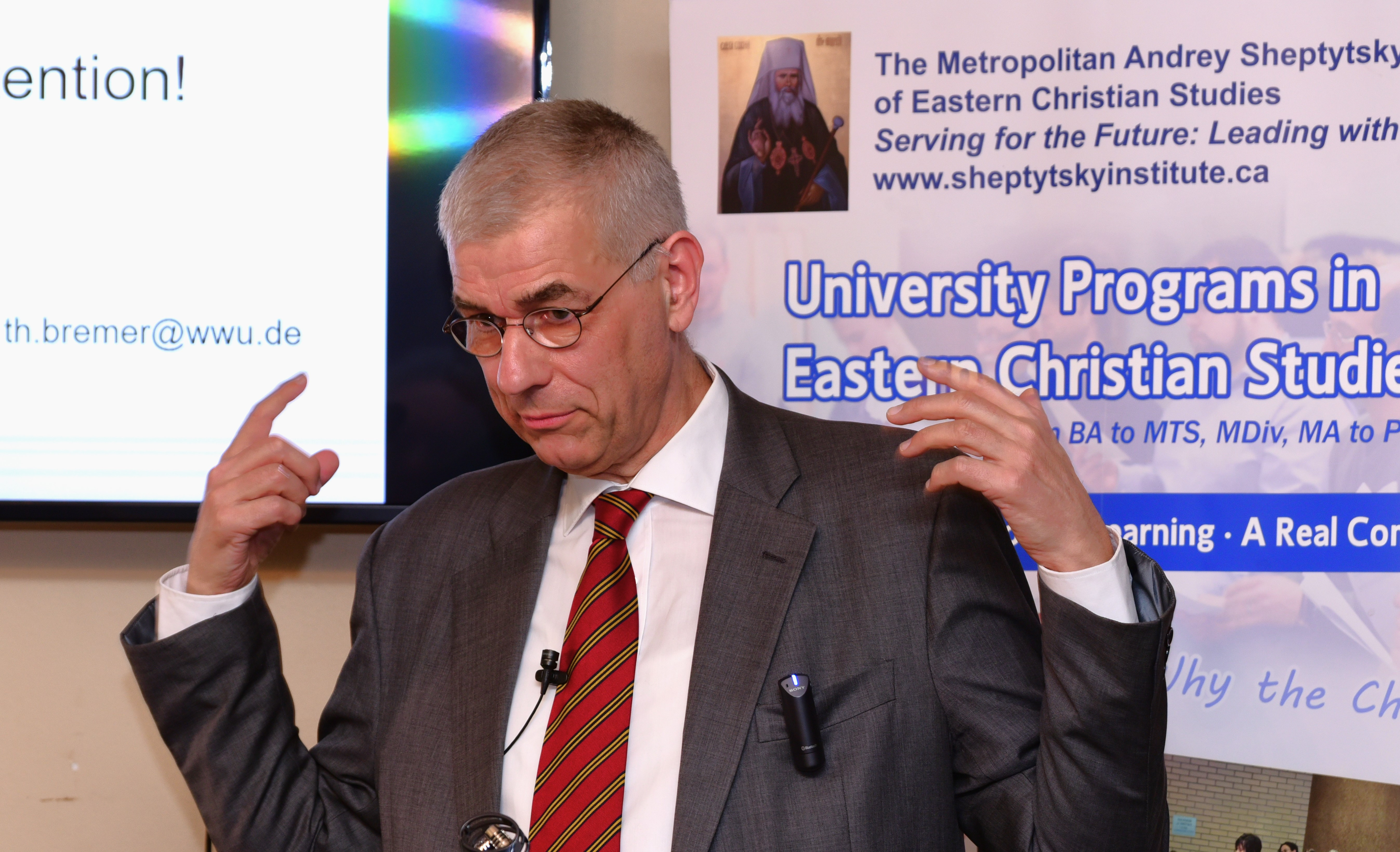
Thomas Bremer, 2019

Thomas Bremer (* 14. November 1957 in Essen) ist ein deutscher römisch-katholischer Theologe. Er war von 1999 bis 2022 Professor für Ökumenik, Ostkirchenkunde und Friedensforschung an der Universität Münster.

## Leben
Bremer studierte römisch-katholische Theologie, Slawistik und Klassische Philologie an der Ludwig-Maximilians-Universität München, der Westfälischen Wilhelms-Universität in Münster und in Belgrad. Danach war er wissenschaftlicher Mitarbeiter am Ökumenischen Institut der Universität Münster und wurde 1990 mit der Dissertation Ekklesiale Struktur und Ekklesiologie in der serbischen orthodoxen Kirche im 19. und 20. Jahrhundert zum Dr. theol. promoviert.
Von 1995 bis 1999 war er Geschäftsführer der Deutschen Gesellschaft für Osteuropakunde in Berlin. Von 1999 bis zum Eintritt in den Ruhestand am 1. Oktober 2022 war Bremer Professor für Ostkirchenkunde und Ökumenische Theologie am Institut für Ökumenik und Friedensforschung der Universität Münster. Von 2011 bis 2012 war er Fellow am Imre Kertész Kolleg an der Friedrich-Schiller-Universität Jena. Zu seinen Forschungsschwerpunkten gehören die christlichen orthodoxen Kirchen Osteuropas. Seit 2009 hat Bremer die Schriftleitung der theologischen Zeitschrift Theologische Revue inne. Er ist Mitherausgeber der Zeitschrift Una Sancta – Zeitschrift für ökumenische Begegnung. Er ist Unterzeichner des Memorandums „Kirche 2011: Ein notwendiger Aufbruch“.

## Werke (Auswahl)
- mit Jennifer Wasmuth: Gott und die Welt. Kirche und Religion in Osteuropa. In: Manfred Sapper, Volker Weichsel, Margrit Breuer, Olga Radetzkaja (Hrsg.): Glaubenssache. Kirche und Politik im Osten Europas (= Osteuropa. Jg. 59, H. 6). Berliner Wissenschafts-Verlag, Berlin 2009, ISBN 978-3-8305-1605-7, S. 7–27.
- Kreuz und Kreml. Kleine Geschichte der orthodoxen Kirche in Russland. Herder, Freiburg (Breisgau) u. a. 2007, ISBN 978-3-451-29606-2; ISBN 978-3-45134877-8. Sprachen: Deutsch, Italienisch, Serbisch, Ukrainisch
- Kleine Geschichte der Religionen in Jugoslawien. Königreich – Kommunismus – Krieg. Herder, Freiburg (Breisgau) u. a. 2003, ISBN 3-451-28128-7.
- als Herausgeber: Religion und Nation. Die Situation der Kirchen in der Ukraine (= Schriften zur Geistesgeschichte des östlichen Europa. Bd. 27). Harrassowitz, Wiesbaden 2003, ISBN 3-447-04843-3.